# Zeche Westende

Zeche Westende, Kampschacht (um 1910)

Zeche Westende, Schachtanlage I/II (um 1910)

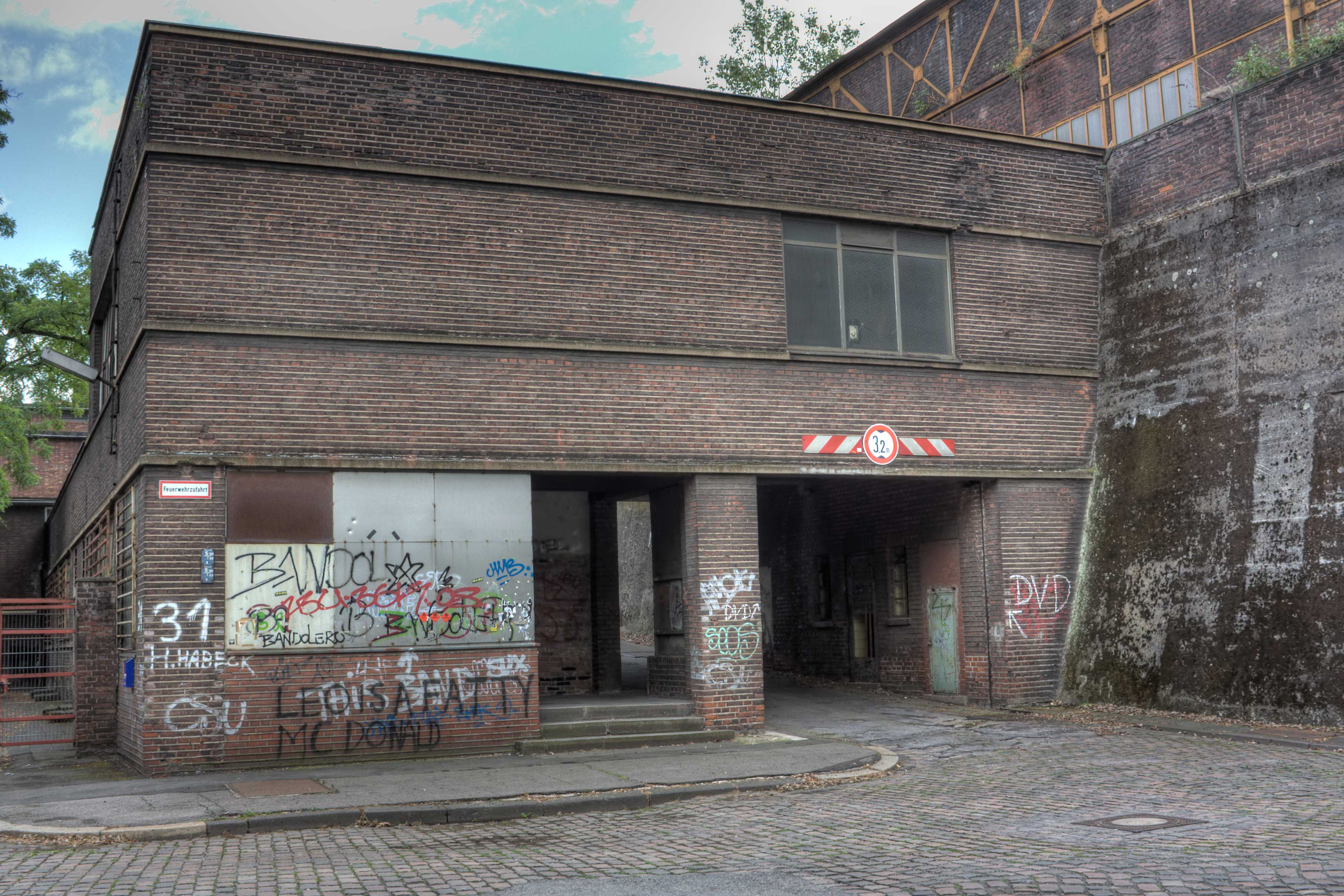
Pforte der Zeche Westende Schacht 4

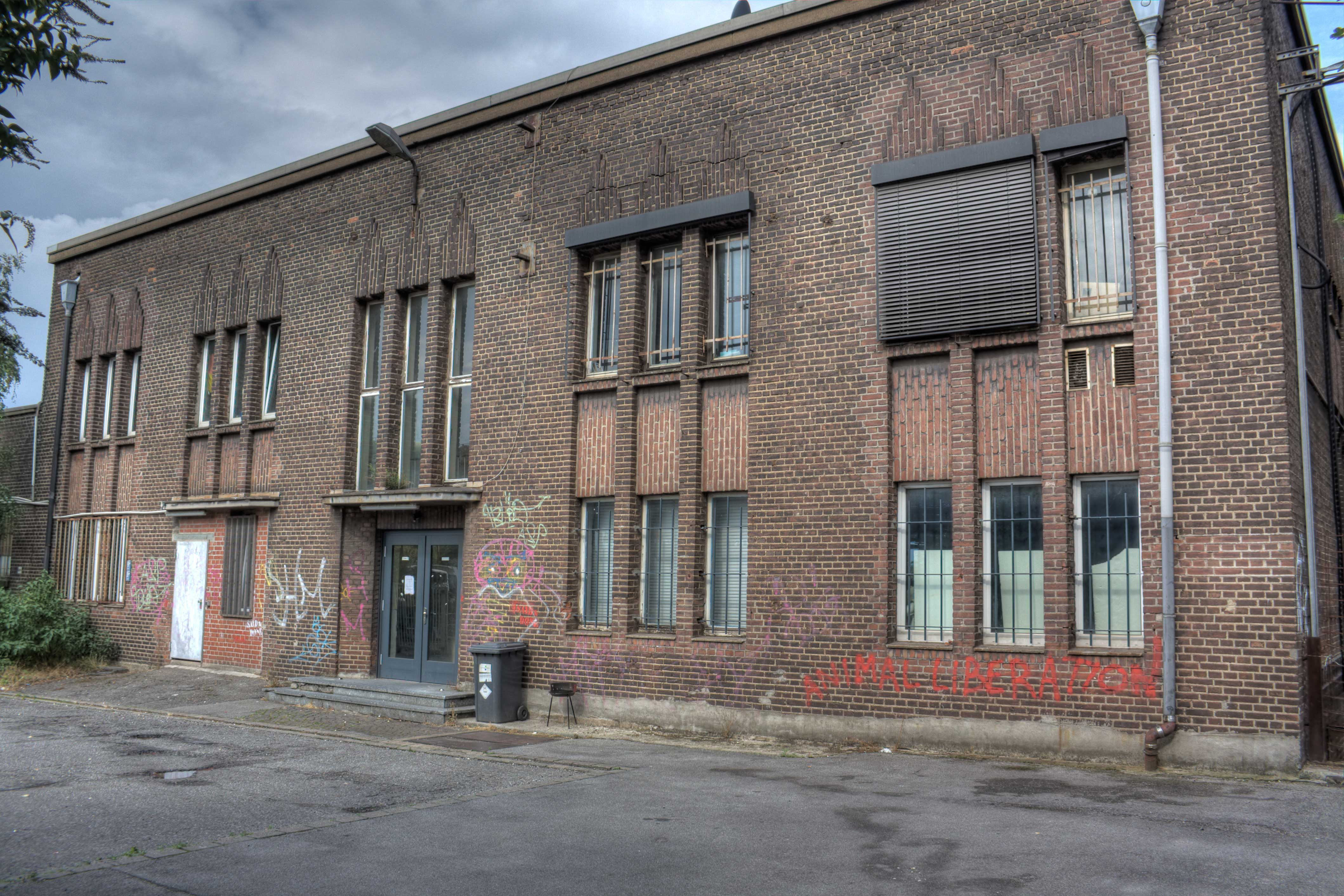
Kompressorhaus der Zeche Westende Schacht 4

Die Zeche Westende war ein Steinkohlenbergwerk in Duisburg in den Stadtteilen Meiderich und Laar. Der Name Westende als Bergwerksname wurde gewählt, weil das Bergwerk zur Zeit der Gründung die westlichste Zeche des Ruhrgebiets war. Das Bergwerk hat eine lange und wechselvolle Geschichte.

## Geschichte

### Die Anfänge
Bereits gegen Ende der 1840er Jahre wurde in Meiderich nach Kohle geschürft. Im Jahr 1852 wurden die Mutung auf die Felder Westende, Westende II, Amicitia, Borussia, Bielefeld, Duisburg, Fortschritt, Ernst III, Gute Hoffnung, Ruhr und Zufriedenheit eingelegt. Im Jahr darauf wurde eine Mutung für das Feld Deutschland eingelegt. Im Jahr 1855 wurde die Ruhrort-Mining Company als Kommanditgesellschaft auf Aktien mit Sitz in Köln gegründet. Die Gesellschaft wurde mit englischem Kapital gegründet. Die Gesellschaft beauftragte den englischen Unternehmer Colsone, einen Schacht mit dem Namen Schacht Westende 1 zu teufen. Im Jahre 1856 begann Colsone mit den Teufarbeiten für den Schacht 1. Der Schacht wurde in Meiderich angesetzt. Im Jahr 1858 erreichte der Schacht bei einer Teufe von 102 Metern das Karbon. Noch im selben Jahr wurde bei einer Teufe von 118 Metern (- 89 m NN) eine Sohle angesetzt. Auf der Sohle wurde in einem dort vorhandenen Flöz geringfügig Kohle abgebaut. Zu diesem Zeitpunkt hatte die Betreibergesellschaft bereits finanzielle Schwierigkeiten. Im Jahr 1859 wurden die Geviertfelder Westende, Westende II, Borussia, Bielefeld, Duisburg, Fortschritt, Gute Hoffnung, Ruhr, Deutschland und Zufriedenheit verliehen. Noch im selben Jahr wurde das Bergwerk aufgrund der finanziellen Schwierigkeiten stillgelegt. Sämtliche Arbeiten wurden eingestellt und der Schacht soff ab. Im Jahr 1860 wurden sämtliche Grubenfelder des Bergwerks unter dem Namen Westende konsolidiert. Noch im selben Jahr ging die Ruhrort-Mining Company in den Konkurs.
Durch den Konkurs der Betreibergesellschaft, Ruhrort-Mining Company, ging das Bergwerkseigentum in den Besitz der neugegründeten Kohlengesellschaft von Meiderich über. Im Jahr 1864 versuchte man, das Bergwerk erneut in Betrieb zu nehmen, dieser Versuch scheiterte jedoch. Im Jahr 1870 kaufte die neu gegründete Gesellschaft Socie'te' Anonyme des Carbonnage du Rhin die Grubenfelder Westende und Ruhr & Rhein mit den dazugehörenden Bergwerken. Noch im selben Jahr wurde die Zeche Westende wieder in Betrieb genommen. Im Jahr darauf wurden die Teufarbeiten am Schacht 1 wieder aufgenommen und der Schacht wurde tiefer geteuft. Noch im selben Jahr wurde bei einer Teufe von 159 Metern (- 130 m NN) die 1. Sohle und bei einer Teufe von 200 Metern (- 171 m NN) die 2. Sohle angesetzt. Für die Wasserhaltung wurde Übertage eine Dampfmaschine installiert, die über Rohrleitungen im Schacht die Pumpen mit Dampf versorgte. Das Bergwerk erhielt noch im selben Jahr einen Eisenbahnanschluss. Noch im selben Jahr wurde das Bergwerk in Betrieb genommen. Außerdem wurden die Tagesanlagen weiter ausgebaut. Der Schacht 1 erhielt ein Fördergerüst aus Holz. Die kompletten Tagesanlagen des Bergwerks wurden im Laufe der folgenden Jahre auf dem Gelände zwischen der Bahnhofstraße und den Bahnlinien nach Mülheim und Oberhausen errichtet.

### Die ersten Betriebsjahre
Bereits im Jahr 1874 ging die neue Betreibergesellschaft in den Konkurs und der Bergwerksbesitz ging in den Besitz einer neuen Betreibergesellschaft. Für 16 Millionen Französische Franc übernahm die neu gegründete Socie'te' Anonyme des Charbonnages rhe'nans zu Meiderich mit Sitz in Paris die Zechen Westende und Ruhr & Rhein. Im Jahr 1875 wurde mit der Zeche Concordia ein 0,5 km2 großes Grubenfeld getauscht. Trotz des erneuten Konkurses der Betreibergesellschaft wurde die Förderung auch in 1875 aufrechterhalten. Im Jahr 1880 kam es zu einem erneuten Konkurs der Betreibergesellschaft und das Bergwerk wurde von einer neugegründeten Gesellschaft übernommen. Es erfolgte die Neufirmierung zusammen mit Ruhr & Rhein als Meidericher Steinkohlenbergwerks-AG. Im Jahr 1884 wurde begonnen, auf der 2. Sohle eine Verbindungsstrecke zur Zeche Ruhr & Rhein aufgefahren. 1885 konnte die Zeche weiter expandieren. Noch im selben Jahr wurde das Teilfeld Concordia III gekauft. Dadurch umfasste die Berechtsame nun eine Fläche von 17,2 km2. Im Jahr 1886 wurden die Teufarbeiten an Schacht 1 wieder aufgenommen und der Schacht wurde tiefer geteuft. Im Jahr darauf wurde bei einer Teufe von 278 Metern (- 249 m NN) die 3. Sohle angesetzt. Im Jahr 1888 musste die Verbindungsstrecke zur Zeche Ruhr & Rhein bei einer Auffahrungslänge von 2600 Metern wegen starker Wasserzuflüsse aufgegeben werden. Bei einer Auffahrungslänge von 1000 Metern wurde ein Wasserdamm gesetzt. Im Jahr wurde 1889 begonnen, den Schacht 2 abzuteufen. Der Schacht wurde neben Schacht 1 angesetzt. Im Jahr 1892 ging der Schacht 2 in Betrieb. Im Jahr 1893 wurde auf der Schacht 2 mit der 3. Sohle durchschlägig. Im Jahr 1894 wurde im Schacht 2 bei einer Teufe von 343 Metern (- 314 m NN) die 4. Sohle angesetzt. Der Schacht 1 wurde ebenfalls bis zur 4. Sohle durchschlägig. Im Jahr 1896 wurde die Meidericher Steinkohlenbergwerks-AG aufgelöst und die Bergwerke Westende und Ruhr & Rhein für 5,8 Millionen Mark an die Gesellschaft Phoenix Aktiengesellschaft für Bergbau und Hüttenbetrieb verkauft. Um diesen Kauf tätigen zu können, wurde das Aktienkapital der Phönix AG auf 4.050.000 Mark erhöht. Im Jahr 1898 waren auf dem Bergwerk acht Flöze in Verhieb, die Mächtigkeit dieser Flöze lag zwischen 0,7 und 2,1 Metern. Sechs der in Bau befindlichen Flöze waren mit reiner Kohle, die restlichen zwei Flöze hatten einen Bergeanteil von 0,25 bis zu 0,8 Metern. Das Bergwerk gehörte zu diesem Zeitpunkt zum Bergrevier Oberhausen.
Im Jahr 1899 wurden die Tagesanlagen an den Schächten 1 und 2 erneuert. Auf dem Gelände wurde eine Kokerei mit 60 Öfen errichtet. Am 20. Oktober desselben Jahres wurde die Kokerei in Betrieb genommen. Schacht 1 wurde zum Wetterschacht umgebaut und Schacht 2 diente als einziehender Schacht. Im Jahr 1902 stieg der Eigenbedarf an Kohlen durch die Phoenix AG von 35–40 Prozent auf bis zu 65 Prozent. Im Jahr 1906 beabsichtigte die Phoenix AG, das stillgelegte Bergwerk Ruhr & Rhein wieder zu aktivieren. Im selben Jahr wurde mit den Teufarbeiten für den Schacht 4 begonnen. Dieser Schacht, der auch als Kampschacht bezeichnet wurde, wurde in Laar 3200 Meter westlich von den beiden Schächten 1/2 angesetzt. Im Jahr darauf wurde der gesamte Felderbesitz unter dem Namen Westende konsolidiert. Die Berechtsame umfasste nun 17,1 km2 und bestand aus den zu Westende konsolidierten Feldern Westende, Ruhr & Rhein und Concordia III. Im selben Jahr wurde der Schacht 3, auch Schacht Ruhr & Rhein genannt, gesümpft. Der Schacht befand sich 3000 Meter südwestlich von den Schächten 1/2 auf dem Gelände des Hüttenwerkes Phoenix in der Nähe des Bahnhofs Ruhrort. Er hatte eine Teufe von rund 241 Metern, die 2. Sohle befand sich bei einer Teufe von 182 Metern (- 151 m NN). Im Jahr 1908 erreichte der Schacht 4 bei einer Teufe von 107 Metern das Karbon. Auf dem Baufeld 1/2 wurde über einen Blindschacht bei einer Teufe von 540 Metern (- 511 m NN) die 6. Sohle angesetzt. Im selben Jahr wurden im alten Feld von Ruhr & Rhein die 1. Sohle und die 2. Sohle aufgewältigt. Im Jahr darauf wurden im Schacht 4 bei einer Teufe von 150 Metern (- 118 m NN) die 1. Sohle, bei einer Teufe von 180 Metern (- 148 m NN) die 2. Sohle und bei einer Teufe von 265 Metern (- 233 m NN) die 3. Sohle angesetzt. Des Weiteren wurde über einen Blindschacht bei einer Teufe von 351 Metern (- 319 m NN) die 4. Sohle angesetzt. Auf der 4. und der 1. Sohle wurde ein Durchschlag zwischen den Baufeldern 1/2 und Ruhr & Rhein 3 erstellt. Außerdem wurde auf der 2. Sohle ein Durchschlag zwischen den Schächten 3 und 4 erstellt. Noch im selben Jahr wurde im Schacht 4 mit der Förderung begonnen. Im Jahr 1910 wurde Schacht 3 zum Wetterschacht umgebaut. Im Jahr 1912 wurden an Schacht 2 die Teufarbeiten wieder aufgenommen und der Schacht wurde tiefer geteuft. Des Weiteren wurde die 6. Sohle über einen Blindschacht ausgerichtet. Die Sohle befand sich bei einer Teufe von 500 Metern (- 470 m NN). Am 11. September desselben Jahres kam es auf dem Bergwerk zu einer Schlagwetterexplosion, hierbei wurden fünf Bergleute getötet. Übertage wurden in 1912 die Kokerei umgebaut.

### Die weiteren Jahre
Im Jahr 1913 wurde der Schacht 2 mit der 6. Sohle durchschlägig. Im Jahr darauf wurde dem Bergwerk von der Bergbehörde verboten, unter dem Rhein und den Hafenanlagen weiter abzubauen. Dieses Verbot betraf fast 50 Prozent des gesamten Grubenfeldes. Im Jahr 1915 wurde die Kokerei stillgelegt. In den nachfolgenden Jahren kam es auf dem Bergwerk zu mehreren Grubenunglücken mit mehreren Toten. Am 21. Juli des Jahres 1917 kam es im Baufeld 1/2 zu einer Schlagwetterexplosion, hierbei kamen fünf Bergleute ums Leben. Nur wenig später kamen bei einem Gebirgsschlag mehrere Bergleute ums Leben. Dieser Gebirgsschlag, der sich am 17. Juli ereignete, betraf den Abbaubereich im Nordostfeld auf der 6. Sohle. Hier wurde mit mehreren Streben das Flöz Sonnenschein abgebaut. Für die Förderung der hereingewonnenen Kohlen wurden in diesen Streben Schüttelrutschen eingesetzt. Die Auswirkungen des Gebirgsschlags waren so heftig, dass ein Bergmann, der sich über 60 Meter von der Stelle entfernt befand, alleine durch den Luftstoß durch die Luft geworfen wurde und schwer verletzt wurde. Wenige Minuten später wurden sechs Bergleute durch eine Explosion getötet. Am 6. September desselben Jahres kamen bei einem weiteren Gebirgsschlag vier Bergleute ums Leben. Auch dieser Gebirgsschlag ereignete sich im Abbaubereich im Nordostfeld auf der 6. Sohle. In den Jahren 1919 bis 1920 wurden die Tagesanlagen auf dem Betriebsteil 1/2 erneuert. Im Januar des Jahres 1920 kam es zu zwei weiteren Gebirgsschlägen im Baufeld 1/2 im Nordostfeld auf der 6. Sohle. Der erste Gebirgsschlag ereignete sich am 7. Januar, hierbei wurden drei Bergleute getötet. Nur 20 Tage später kam es am 27. Januar zu einem weiteren Gebirgsschlag im Nordostfeld, hierbei wurde ein Bergmann schwer verletzt und sieben Bergleute getötet. Im selben Jahr wurde im Baufeld von Schacht 3 bei einer Teufe von 350 Metern (- 319 m NN) über einen Blindschacht die 4. Sohle angesetzt. Im Jahr darauf wurde die 118 mS unter dem Mergel weiter aufgefahren. Zweck dieser Auffahrung war der Abbau von Restkohlepfeilern. Im selben Jahr wurde der Kampschacht bis zur 4. Sohle tiefer geteuft. Am 15. Mai des Jahres 1925 wurde der Betriebsteil 1/2 stillgelegt, das Baufeld 1/2 wurde zum Betriebsteil Schacht 3 zugeteilt.
Die Schachtanlage kam 1926 in den Besitz der Vereinigte Stahlwerke AG und wurde organisatorisch deren Gruppe Hamborn zugeordnet. Am 21. April desselben Jahres wurde die Zeche Rönsberghof ebenfalls von Friedrich Thyssen übernommen. Der Schacht Rönsberghof wurde mit dem Betriebsteil Kampsschacht zusammengelegt. Im darauffolgenden Jahr wurde der Betriebsteil 1/2 zwischen den Bergwerken Friedrich Thyssen 2/5 und Friedrich Thyssen 4/8 aufgeteilt. Am 1. Februar des Jahres 1928 wurde die Förderung im Schacht Rönsberghof eingestellt, die in diesem Baufeld abgebauten Kohlen wurden unter Tage zum Schacht 4 gefördert und dort nach Übertage gefördert. Im Laufe des Jahres 1928 wurden auf dem Betriebsteil 1/2 die Tagesanlagen abgerissen und die beiden Schächte 1 und 2 verfüllt. Im Rahmen der Weltwirtschaftskrise Ende der 1920er Jahre wurden umfangreiche Maßnahmen zur Konzentration der Förderung unternommen. Am 1. April des Jahres 1929 wurde der Schacht Rönsberg wieder in Förderung genommen. Im darauffolgenden Jahr wurde die Förderung im Schacht Rönsberg wieder eingestellt. Der Schacht blieb weiterhin als Wetterschacht in Betrieb. Das Baufeld 3 wurde dem Baufeld 4 zugeteilt. Im Jahr 1931 wurden die Teufarbeiten am Schacht 4 wieder aufgenommen und der Schacht wurde tiefer geteuft. Am 1. März desselben Jahres wurde die Kokerei Phoenix/Rheinstahl außer Betrieb genommen. Im Schacht 4 wurde noch im selben Jahr bei einer Teufe von 446 Metern (- 414 m NN) die 5. Sohle angesetzt. Im Jahr 1934 wurde im Schacht 4 bei einer Teufe von 557 Metern (- 525 m NN) die 6. Sohle angesetzt. Am 1. August desselben Jahres wurde die Kokerei Phoenix/Rheinstahl wieder in Betrieb genommen. Ab dem Jahr 1935 ging das Bergwerk zum Abbau unter dem Rhein über. Die dadurch entstandenen Bergsenkungen mussten durch Erhöhung der Rheindeiche ausgeglichen werden. Im Jahr 1946, nach Ende des Zweiten Weltkrieges, waren noch die Schächte Kampschacht (Schacht 4), Schacht 3 und Schacht Rönbergshof vorhanden. Hauptfördersohle war die 6. Sohle. Dem Schuman-Plan zur Folge sollte der Wirtschaftsraum Duisburg-Hamborn zerteilt werden. Die Zeche Westende sollte zu den Hüttenwerken Ruhrort-Meiderich zugeschlagen werden. Noch im Jahr 1951 wurde ein Vertrag zwischen der Wasser- und Schifffahrtsdirektion in Münster, der Hafenbehörde und der Gelsenkirchener Bergwerke-AG Gruppe Hamborn, geschlossen, der der Zeche Westende den planmäßigen Abbau unter dem Duisburg-Ruhrort-Hafen und den Schleusenanlagen zusicherte. Im Jahr 1952 umfasste die Berechtsame des Bergwerks eine Fläche von 18,1 km2.

### Die letzten Jahre bis zur Stilllegung
Im Zuge der Neuordnung des Ruhrbergbaus wurde die Gruppe Hamborn im Jahr 1953 aus der Gelsenkirchener Bergwerks-Aktien-Gesellschaft ausgegliedert. Bedingt durch das Gesetz Nr. 27 des Alliierten Kontrollrates wurde die Zeche Westende der neu gegründeten Hamborner Bergbau Aktiengesellschaft zugeteilt. Noch im selben Jahr wurde mit dem Abbau unter den Duisburg-Ruhrorter Häfen begonnen. Begonnen wurde mit dem Abbau unter der Schleuse I. Der Abbau wurde so geführt, dass sich die unterbauten Bereiche an der Oberfläche gleichmäßig senken konnten. Im Jahr 1960 waren als Hauptfördersohlen die 3. Sohle und die 6. Sohle vorhanden. Im Jahr 1964 wurde der Schacht Rönsbergshof abgeworfen und verfüllt. Im Rahmen der Kohlekrise der 1960er Jahre entschloss sich die Friedrich Thyssen Bergbau-AG als Betreiber, die Zeche Westende im Geschäftsjahr 1968 aufzugeben. Die Stilllegung erfolgte am 31. Juli 1968. Die Kokerei wurde noch in die am 27. November des Jahres 1968 gegründete Ruhrkohle AG übernommen. Wegen fehlenden Absatzes für den Gießereikoks wurde sie allerdings im Jahr 1969 auch stillgelegt.

## Förderung und Belegschaft
Auf dem Bergwerk wurden Fettkohlen von mittlerer Qualität abgebaut. Die ersten bekannten Förder- und Belegschaftszahlen stammen aus dem Jahr 1871, damals waren 166 Bergleute auf dem Bergwerk beschäftigt die eine Förderung von 1144 Tonnen Steinkohle erbrachten. Im Jahr 1875 stieg die Förderung an auf 112.039 Tonnen Steinkohle, die Belegschaftsstärke lag bei 567 Beschäftigten. Im Jahr 1880 wurde eine Förderung von 147.960 Tonnen Steinkohle erbracht, die Belegschaftsstärke lag bei 382 Mitarbeitern. Im Jahr 1890 wurden mit 739 Beschäftigten 215.040 Tonnen Steinkohle gefördert. Im Jahr 1900 lag die Förderung bei 368.194 Tonnen Steinkohle, die Belegschaftsstärke lag bei 1407 Beschäftigten. Im Jahr 1905 stieg die Förderung an auf 582.308 Tonnen Steinkohle, die Belegschaftsstärke lag bei 2065 Beschäftigten. Im Jahr 1912 wurde eine Förderung von 845.000 Tonnen Steinkohle erbracht. Im Jahr 1915 wurde eine Förderung von 598.649 Tonnen Steinkohle erbracht, die Belegschaftsstärke lag bei 2137 Mitarbeitern. Im Jahr 1920 lag die Förderung bei 463.329 Tonnen Steinkohle, die Belegschaftsstärke lag bei 2568 Beschäftigten. Im Jahr 1930 wurde eine Förderung von 852.890 Tonnen Steinkohle erbracht, die Belegschaftsstärke lag bei 2651 Mitarbeitern. Im Jahr 1940 wurden mit 2020 Beschäftigten 844.000 Tonnen Steinkohle gefördert. Im Jahr 1950 wurde eine Förderung von 520.710 Tonnen Steinkohle erbracht, die Belegschaftsstärke lag bei 2348 Mitarbeitern. Im Jahr 1960 stieg die Förderung auf 708.820 Tonnen Steinkohle, die Belegschaftsstärke lag bei 2042 Beschäftigten. Im Jahr 1965 wurden 750.000 Tonnen Steinkohle gefördert. Im Jahr 1967 wurde eine Förderung von 749.800 Tonnen Steinkohle erbracht, die Belegschaftsstärke lag bei 1560 Mitarbeitern. Dies sind die letzten bekannten Förder- und Belegschaftszahlen.

## Heutiger Zustand
Heute ist von den Anlagen der Zeche Westende fast nichts mehr zu finden. Die Schachtanlage 1/2 ist mit der Zeit komplett überbaut worden, das Gelände von Schacht 3 wird von den Duisburger Verkehrsbetrieben genutzt. Das Gelände von Schacht 4 liegt größtenteils brach als Reservefläche für die ThyssenKrupp AG, die Pforte, das Kompressorhaus und die Fördermaschinenhalle sind erhalten. Das Kompressorhaus beinhaltet derzeit Proberäume für diverse Bands und auf dem Parkplatz findet jährlich ein zweitägiges Open-Air-Festival statt. Von der Schachtanlage Rönsbergshof sind noch zwei Gebäude und das Fördermaschinenhaus vorhanden. Dieses Gelände wird von der städtischen Förderschule sowie der Bezirkssportanlage „Am Rönsbergshof“ genutzt.